# Schönhorst
Schönhorst ist eine Gemeinde im Kreis Rendsburg-Eckernförde in Schleswig-Holstein.

## Geografie

### Geografische Lage
Das Gemeindegebiet von Schönhorst erstreckt sich nordwestlich des Bothkamper Sees im Bereich des Naturraums Ostholsteinisches Hügel- und Seenland (Haupteinheit Nr. 702).

### Nachbargemeinden
Umliegende Gemeindegebiete von Schönhorst sind:
| Flintbek  | Boksee                                      |              |
| Böhnhusen | Kompassrose, die auf Nachbargemeinden zeigt | Klein Barkau |
|           | Bissee                                      | Bothkamp     |

## Geschichte
Der Ort Sconehorst wurde 1238 erstmals urkundlich erwähnt als Adolf IV. (Schauenburg und Holstein) die Zehnten dem Kloster Neumünster verlieh.

## Politik

### Gemeindevertretung
Bei der Kommunalwahl am 14. Mai 2023 wurden insgesamt neun Sitze vergeben. Diese fielen erstmals alle an die Allgemeine Wählergemeinschaft Schönhorst. Die Wahlbeteiligung betrug 57,6 %.

### Wappen
Blasonierung: „In Blau ein erhöhter abgeflachter goldener Dreiberg, darauf über zwei abgewendete rote gezäumte Pferdeköpfe ein grüner fünfblättriger Eichenbaum zwischen zwei grünen dreiblättrigen Laubbäumen, bei denen jeweils zwei Blätter nach außen weisen.“

## Wirtschaft und Verkehr
Die Wirtschaft im Gemeindegebiet ist überwiegend von der Urproduktion der Landwirtschaft geprägt.
Die Gemeinde Schönhorst wird im Zuge der schleswig-holsteinischen Landesstraße 307 erreicht, die im Nachbarort Klein Barkau beim Übergang in die nach Osten weiter führende Landesstraße 49 einen Anschluss an die Bundesstraße 404 südlich von Kiel hat.

## Persönlichkeiten
- Eduard Philipp (1883–1952), Lehrer und Autor